# Пінігін Павло Павлович
Павло Павлович Пінігін (1 березня 1953, Дірін, Республіка Саха, Росія) — радянський борець класичного стилю, якут за походженням, олімпійський чемпіон.
Павло Пінігін тренувався у Києві. Золоту олімпійську медаль здобув на монреальській Олімпіаді в легкій вазі. Він також вигравав чемпіонати світу 1975, 1977 та 1978 років. На московській Олімпіаді посів четверте місце.
Чоловік раднської легкоатлетки, олімпійської чемпіонки 1988 року в эстафеті 4×400 м Марії Пінігіної.